# 991

## Úmrtí
- 15. červen – Theofano, římská císařovna, manželka Oty II., matka Oty III.
- Siegfried z Walbecku

## Hlavy států
- České knížectví – Boleslav II.
- Papež – Jan XV.
- Svatá říše římská – Ota III. (regentka Theofano » regentka Adéla Burgundská)
- Anglické království – Ethelred II.
- Skotské království – Kenneth II.
- Polské knížectví – Měšek I.
- Západofranská říše / Francouzské království – Hugo Kapet
- Uherské království – Gejza
- První bulharská říše – Roman I. Bulharský
- Byzanc – Basileios II. Bulharobijce